# Selección femenina de voleibol de Portugal
La selección de voleibol femenino de Portugal es un equipo europeo formado por los mejores jugadores de voleibol de Portugal y está bajo los auspicios de la Federación de Voleibol de Portugal.

## Historial

### Juegos Olímpicos
- 19642016: No clasificada

### Campeonato del Mundo
- 1952-2018: No clasificada

### Campeonato de Europa
- 1949-2017: No clasificada
- 2019: 24º puesto

### Liga Europea
- 2017: 7º puesto
- 2018: 12º puesto
- 2019: 19º puesto